# Kordkuy
Kordkuy este un oraș din Iran.